# 單車短褲

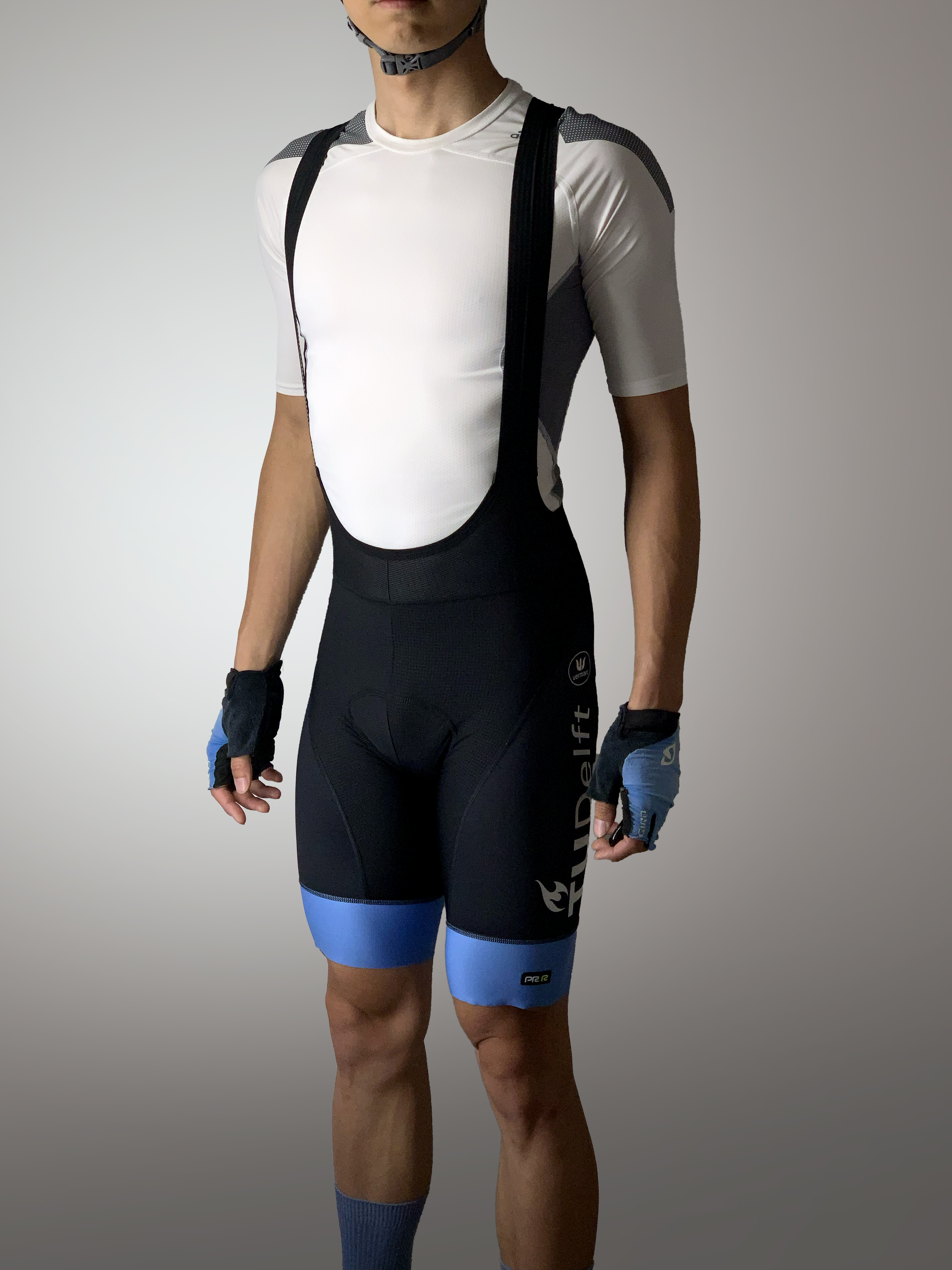
男裝背帶式單車短褲（前）

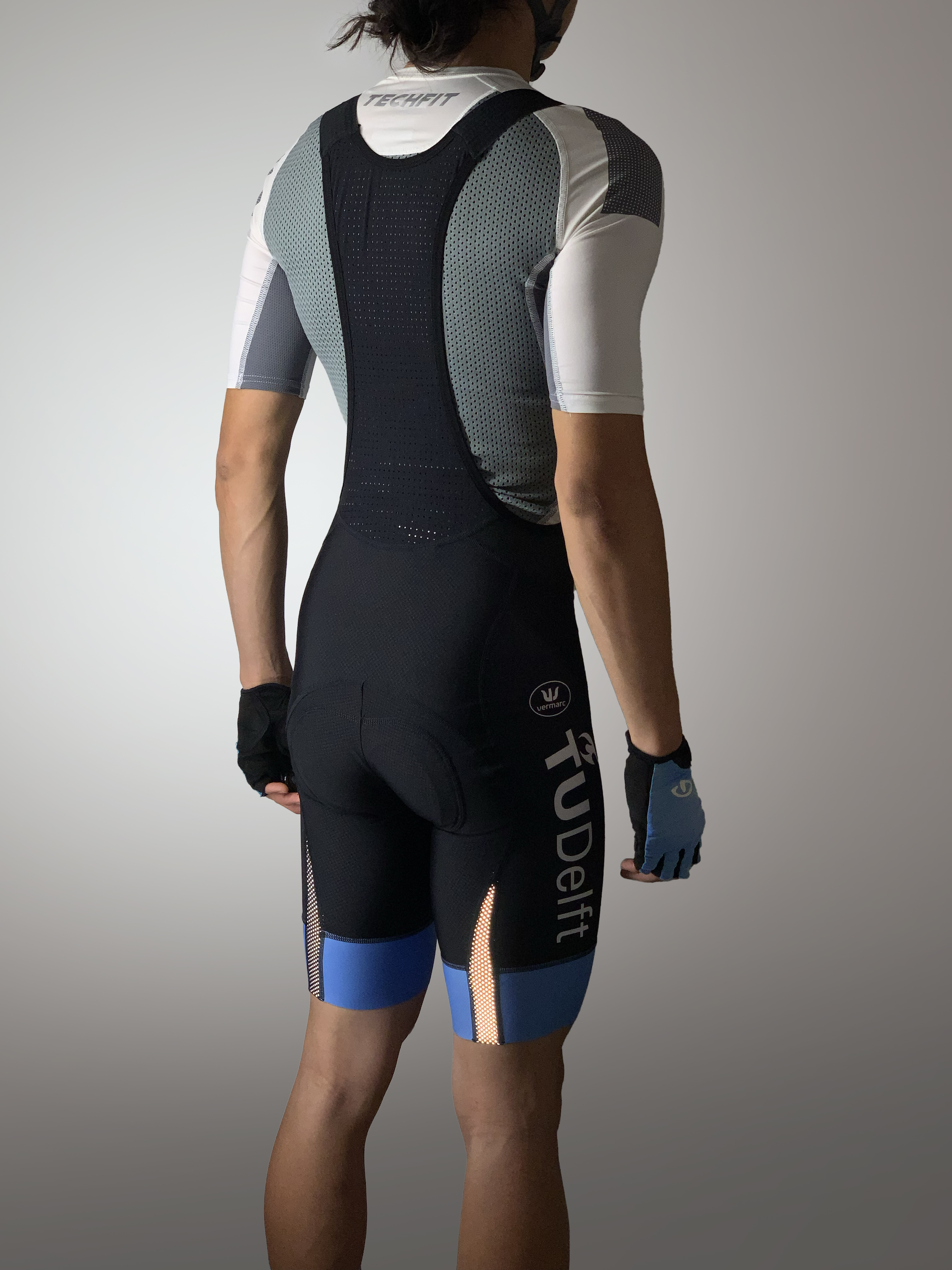
男裝背帶式單車短褲（後）

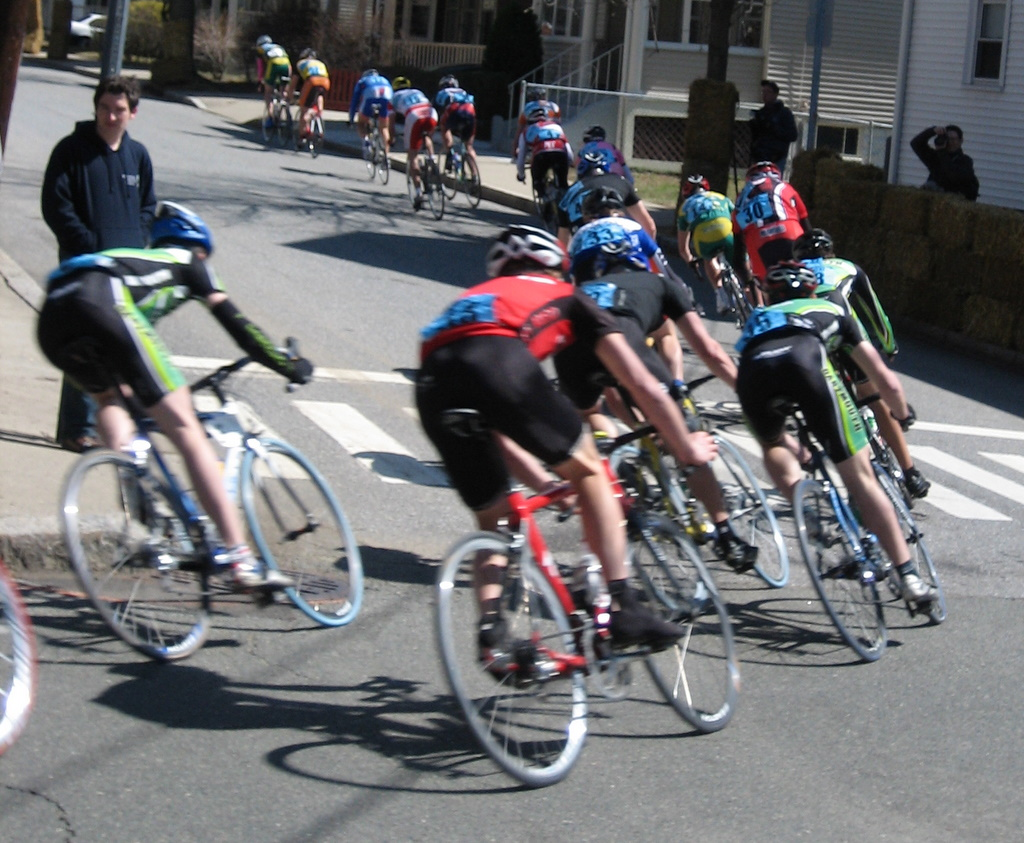
穿著單車服的衆單車比賽選手

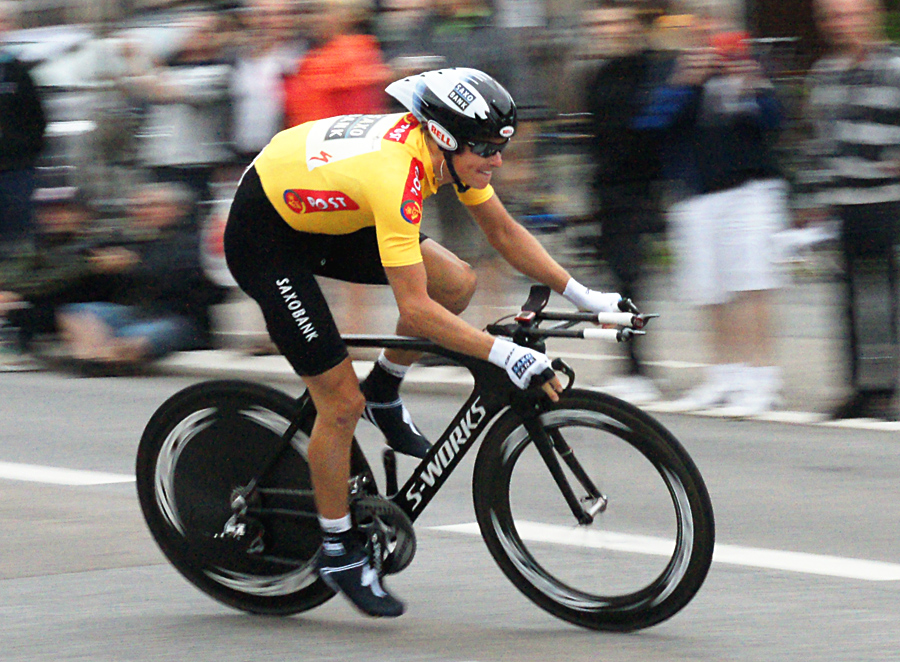
穿著單車服的單車比賽選手雅各布·福格桑

單車短褲（或名自行車短褲）是一種緊身的短褲，專爲自行車運動而製，特色是能增加自行車手的舒適度及效能。
普通的緊身短褲可以作爲便服的一種，例如在健身或跳舞時穿著，可是，普通緊身褲不像單車短褲一樣有單車專用軟墊，因此不能發揮像單車短褲的功效。

## 特色
騎單車時穿著單車短褲的好處主要是：
- 減少空氣阻力，增加騎行速度；
- 減少大腿和單車座椅之間的磨擦，以減輕騎行壓力；
- 承托生殖器，類似運動護身三角繃帶；
- 方便排汗，防止因太焗而有皮疹；
- 壓制腿部肌肉，有助減輕肌肉疲勞；
- 相比普通衣物，重量比較輕；
- 舒緩因長時間坐在單車座椅引致臀部的不適感

## 材質
以前，單車短褲是用能夠讓油漬明顯度減少的黑色針織羊毛製造的。通常加上軟墊，以減少身體和單車座位的摩擦。
現代的單車短褲則常用萊卡製造，加上不同形狀的軟墊，以配合不同運動員的需要。有些單車短褲，在不同部分會使用不同物料製造，以達致最大效益，發揮更大的功用。例如，短褲褲腳使用彈性體，以貼緊大腿，防止太大的摩擦。這些設計尤其對單車運動員實用，但是價錢比較貴。

## 種類

### 背帶單車短褲
背帶單車短褲是單車短褲的一種，以背帶承托，而不是使用綁帶來綁緊。專業的單車手多因爲綁帶短褲可能帶來腰部不適感，而會使用背帶單車短褲。 背帶通常用莱卡或聚酯纖維製造，以保持通爽。背帶單車短褲是非常適合身高較長或腹部較闊的人

### 山地單車短褲
山地單車短褲比背帶單車短褲鬆動一些，這種褲較注重單車手在山地的安全，而不是速度。由於在山地騎車的人騎車時身體較直，山地單車短褲的軟墊也因應騎車手的姿勢調整。這種褲雖然較鬆動，但和寬型短褲不同的是，它有良好的保護墊。

### 寬型單車短褲
寬型單車短褲外表像普通的短褲，裏面緊身；有些則需另外在裏面穿褲。這類褲穿起來較像便服。好處是在平時都可以穿著，而不只適合在騎車時使用。